# Wielki mistrz
Wielki mistrz – tytuł nadawany przełożonemu w większości zakonów rycerskich (np. w zakonie templariuszy, zakonie joannitów), naczelnikowi niektórych organizacji religijnych bądź para-religijnych (np. masońskich) oraz przewodniczącemu kapituły niektórych orderów (np. Order Krzyża Ziemi Maryjnej). Wielki mistrz posiadał szerokie kompetencje w sprawach dotyczących zakonu lub bractwa jako całości. Stanowisko wielkiego mistrza było obsadzane w drodze wyboru spośród członków danej organizacji.
W przypadku zakonów posiadających ogromne obszary ziemskie wielki mistrz stawał się udzielnym władcą tych terenów i, choć zazwyczaj podlegał zwierzchnictwu papieża, w hierarchii społecznej był stawiany na równi ze świeckimi władcami. Wielki mistrz podlegał kontroli tzw. kapituły generalnej, której kompetencje były różne - od doradczych po ustawodawcze (w ramach reguły zakonnej zatwierdzanej przez papiestwo). Niektóre zakony stawiały pewne wymagania osobom ubiegającym się na stanowisko wielkiego mistrza, np. w przypadku joannitów kandydat musiał być urodzony legalnie ze szlachetnych rodziców.
Wielcy mistrzowie wybranych zakonów:
- wielcy mistrzowie zakonu joannitów
- wielcy mistrzowie zakonu krzyżackiego
- wielcy mistrzowie zakonu lazarytów
- wielcy mistrzowie zakonu templariuszy
- wielcy mistrzowie zakonu Alcantara
- wielcy mistrzowie zakonu Calatrava
- wielcy mistrzowie zakonu Santiago

W wolnomularstwie godność ta przysługuje osobie kierującej pracami obiediencji.